# Cercyon arizonicus
Cercyon arizonicus är en skalbaggsart som beskrevs av Dajoz 1997. Cercyon arizonicus ingår i släktet Cercyon och familjen palpbaggar. Inga underarter finns listade i Catalogue of Life.